# Hiroaki Morišima
Hiroaki Morišima (japonsko 森島 寛晃), japonski nogometaš, * 30. april 1972.
Za japonsko reprezentanco je odigral 64 uradnih tekem.